# 2930 Euripides
2930 Euripides este un asteroid din centura principală, descoperit pe 24 septembrie 1960 de PLS.